# Iglesia de San Nicolás (Štrpce)
La Iglesia de San Nicolás (en serbio: Црква светог Николе/Crkva svetog Nikole) 
es una iglesia ortodoxa serbia construida en la mitad del siglo XVI , situada en Gotovuša (también llamada Štrpce), en Kosovo un territorio con estatus disputado con Serbia que lo reclama como propio. Se encuentra cerca al cementerio del pueblo . Fue dedicada originalmente a San Demetrio de Tesalónica un mártir cristiano pero luego fue llamada en honor a San Nicolás de Myra.
Se trata de un edificio declarado Patrimonio y monumento de interés cultural de excepcional importancia de Serbia. Desde el punto de vista religioso pertenece a la Eparquía de Raska y Prizren ( Епархија рашко-призренска, Eparhija raško-prizrenska).